# Alfred Duncan
Alfred Duncan, né le 10 mars 1993 à Accra, est un footballeur international ghanéen. Il évolue au poste de milieu de terrain au Venise FC.

## Biographie

### En club
Duncan s'entraîne avec l'Inter Milan à compter l'été 2010. Cependant, pour s'accorder à la réglementation de la Fédération internationale de football association, il ne signe formellement au club qu'en mars 2011, après son 18e anniversaire.
Avec l'équipe des moins de 19 ans de l'Inter, il remporte la NextGen Series en 2012, en battant l'Ajax Amsterdam en finale après une séance de tirs au but.
Il fait ses débuts en Serie A le 26 août 2012, contre Pescara, remplaçant Walter Gargano à la 86e minute de jeu.
Lors des saisons 2012-2013 et 2013-2014, il est prêté à deux reprises à l'AS Livourne,.
Le 19 juillet 2014, Alfred Duncan est prêté pour deux saisons à l'UC Sampdoria.
Lors de la saison 2015-2016, il participe avec l'équipe de l'US Sassuolo, à la Ligue Europa.
En 2024 Alfred Duncan signe a Venezia 

### En sélection
Duncan fait ses débuts internationaux contre le Cap-Vert, lors d'un match amical le 14 novembre 2012.
Il représente le Ghana à la Coupe du monde des moins de 20 ans de 2013 organisée en Turquie. Lors du mondial junior, il joue quatre matchs. Le Ghana se classe troisième du mondial.
En 2016, il joue deux matchs rentrant dans le cadre des éliminatoires de la Coupe d'Afrique des nations 2017, contre le Mozambique et le Rwanda. Par la suite, en 2018, il joue deux rencontres rentrant dans le cadre des éliminatoires du mondial 2018, contre le Congo et l'Ouganda.

## Palmarès
- Vainqueur de la NextGen Series en 2012 avec l'équipe des moins de 19 ans de l'Inter Milan
- Troisième de la Coupe du monde des moins de 20 ans en 2013 avec l'équipe du Ghana des moins de 20 ans